# 吴长庆故居
吴长庆故居，位于安徽省合肥市庐江县泥河镇胜岗村沙湖村民组，始建于1864年，是武状公、浙江提督、朝鲜事务大臣吴长庆的家宅，亦是维新四公子吴保初的出生地。现存门楼一幢五间。2010年列为地级巢湖市第二批文物保护单位，划归合肥后转为合肥市文物保护单位。